# Esercito seleucide
L'esercito seleucide fu lo strumento che permise ai sovrani della dinastia seleucide di mantenere, espandere e difendere il proprio impero, dalla dissoluzione del regno di Alessandro Magno (323 a.C.) alla perdita degli ultimi territori in Siria (83 a.C.). I Seleucidi utilizzarono una armata simile a quella Macedone, aggiungendo truppe orientali a reparti tradizionalmente ellenistici come la falange. I re di Siria riusciranno sempre a mettere in campo eserciti molto numerosi e multietnici; l'armata Seleucide infatti fu una delle migliori armate in servizio ai Diadochi, dotata di effettivi numerosi, un'ottima cavalleria ed armi speciali come gli elefanti da guerra e carri falcati. Nonostante nelle file dell'esercito combattessero guerrieri da ogni angolo dell'Asia, la vera spina dorsale dell'esercito furono i greco-macedoni, che formavano la stragrande maggioranza dei falangiti e buona parte della cavalleria.
Per garantirsi un maggiore controllo sul territorio, i sovrani Seleucidi avevano dato il via a un'imponente politica di colonizzazione, fondando o popolando di greci numerose città in tutta l'Asia: queste colonie militari (katoikie), che trovano un corrispettivo nelle cleruchie tolemaiche, fungevano da centri di irradiazione della cultura ellenica e occupavano posizioni strategiche per i commerci e la dominazione; inoltre fungevano da serbatoio di reclute elleniche, tendenzialmente fedeli al governo centrale. I seleucidi furono abbastanza prudenti da non includere mai nella falange i nativi siriani, aramei o mesopotamici, che abitavano le aree vitali dell'impero; un errore che sarebbe costato caro ai Tolomei quando, in occasione della battaglia di Raphia fecero addestrare 20.000 nativi egiziani a combattere come falangiti macedoni. Infatti gli egiziani, resi sicuri di sé dal nuovo potenziale militare di cui erano stati forniti, si ribellarono e per vent'anni formarono un regno indipendente nel basso Egitto.

## Organizzazione
L'esercito seleucide era diviso in quattro gruppi:
1: la Guardia Reale, corpo permanente di soldati professionisti, di stanza ad Antiochia e alle dirette dipendenze del sovrano. Consisteva negli Argiraspidi (scudi d'argento), fanti d'élite che combattevano utilizzando la falange macedone, e in due guardie di cavalleria, gli Hetairoi (compagni) e l'agema (aprifila), entrambe di mille uomini. I Compagni, equipaggiati sul modello di quelli di Alessandro Magno, erano cavalieri di sangue macedone, mentre l'agema era composto da nobili orientali, a rappresentare la duplice natura del Monarca di sovrano insieme ellenico ed asiatico.
2: i Katoikoi, ovverosia i soldati di etnia greco-macedone provenienti dalle colonie militari. I coloni formavano la maggioranza dei falangiti ma fornivano anche reparti di cavalleria e di fanteria d'assalto, come i thureophoroi. I katoikoi avevano un rispetto assoluto per la figura del re, tanto che i soldati al servizio dell'usurpatore Molone disertarono in massa in mezzo alla battaglia non appena videro apparire il legittimo sovrano Antioco III.
3: i Mercenari. I Seleucidi fecero spesso uso di mercenari galati, greci, cretesi, asiatici o nomadi. La loro fedeltà dipendeva strettamente dal denaro e dalla frequenza dei pagamenti; Seleuco III venne ucciso dai propri mercenari perché non era più in grado di pagarli.
4: Gli Ausiliari, forniti da alleati o da stati vassalli. La loro efficacia in battaglia era discutibile, e alcuni attribuiscono loro una grande responsabilità nella sconfitta di Magnesia.

Quartiere generale dell'armata seleucida era Apamea, dove inoltre si assemblava l'esercito prima delle campagne. Come ci informa Strabone:
"Qui vi erano, inoltre, gli uffici di guerra e le stalle reali, che ammontavano 30.000 giumente, 3000 stalloni e 500 elefanti. Vi erano inoltre istruttori pagati per insegnare le arti della guerra"

## La Fanteria

### La Falange
La falange era il nerbo dell'armata seleucide. Ai tempi di Antioco III contava solitamente 30.000 uomini, mentre in seguite alla riforma dell'esercito di Antioco IV Epifane i falangiti (in greco antico pezhetairoi, compagni a piedi) vennero ridotti a 15.000. È probabile che, in previsione dello scontro fra falangi, utilizzassero picche più lunghe di quelle usate dai soldati Alessandro Magno, di circa 7 metri. È probabile che le picche delle prime file fossero più corte mentre quelle delle ultime più lunghe, in modo che le punte si trovassero tutte circa nello stesso punto. Gli studiosi dibattono su come potrebbero essere stati corazzati: alcuni sostengono che fossero corazzati alla leggera, come i fanti Antigonidi; tuttavia è difficile pensare che i soldati seleucidi scendessero in campo contro le ottime truppe da tiro orientali senza adeguate protezioni. Inoltre, il Primo libro dei Maccabei dice esplicitamente:
"Distribuirono le bestie tra le falangi e affiancarono a ciascun elefante mille uomini protetti da corazze a maglia e da elmi di bronzo in testa."
I falangiti si disponevano solitamente a 16 file di profondità, anche se talvolta le file venivano aumentate a 32. Grazie alla elevate lunghezza delle sarisse, i pezeteri fino alla quinta fila potevano fin da subito partecipare attivamente allo scontro: dal momento che la formazione era serrata, la falange era così un muro impenetrabile di picche, al cui urto nulla poteva resistere. I soldati delle file retrostanti alzavano le picche in modo da formare una sorta di tetto naturale che proteggeva la formazione dalle frecce. A Raphia i falangiti sul fianco sinistro si daranno rapidamente alla fuga in seguito allo scontro con la falange tolemaica, ma bisogna considerare che combattevano col fianco scoperto, col terrore che la cavalleria tolemaica, che aveva già sgominato le antistanti truppe siriane, colpisse la falange sul fianco. A Monte Labo i pezeteri seleucidi riusciranno facilmente a contenere la fanteria dei Parti. Durante la battaglia delle Termopili riusciranno a respingere l'assalto romano. A Magnesia i falangiti si disporranno a quadrato, prevenendo l'aggiramento da parte dei legionari: manterranno l'ordine nonostante la pioggia di giavellotti nemica e cominceranno a ritirarsi in formazione. Questa eccezionale prova di disciplina sarà vanificata dagli elefanti, che, impazziti dal dolore, si imbizzarriranno scompaginando la falange. In ogni caso, Appiano ne parla come di un corpo di grande prestigio e di notevole livello di addestramento. A Beth-Zacharia l'attacco dei falangiti metterà rapidamente in fuga i Giudei. I pezeteri seleucidi avevano gran cura nel pulire i propri scudi affinché risplendessero alla luce del sole, rendendo la falange ancora più terrorizzante alla vista: il primo libro dei Maccabei ben descrive la terrificante visione della falange schierata a Beth-Zacharia.

#### Gli Argheiraspidi
Gli Scudi d'argento erano già un reparto d'élite dell'armata di Alessandro: prima della spedizione in India, il Conquistatore aveva concesso ai suoi veterani di ricoprire i propri scudi di placche d'argento. Dopo la sua morte, i veterani passano al servizio di Eumene di Cardia. Nonostante l'età avanzata (erano tutti almeno sessantenni) vinceranno per lui la battaglia della Gabiene, prima di disertare a favore di Antigono I Monoftalmo. Costui, non fidandosi della truppa, manderà i soldati a compiere missioni suicide in piccoli gruppi, così che il loro numero diminuisse rapidamente. Secondo alcune ipotesi i 3000 uomini che Seleuco Nicatore arruolò nel suo viaggio di ritorno a Babilonia dall'Egitto, non sarebbero altri che i sopravvissuti del reggimento, che avrebbero composto il primo nucleo della guardia d'élite seleucide. Qualunque sia la verità, Polibio, nel descrivere lo schieramento seleucide a Raphia, parla di 10.000 soldati scelti che portano scudi d'argento. A Raphia furono gli ultimi falangiti ad arrendersi. L'esistenza di questa guardia di "Scudi Argentati" (Argheiraspidi) è confermata da altre fonti. Erano l'unico corpo militare di fanteria permanente dell'impero; in tempo di pace stazionavano ad Antiochia.
In seguito alle riforme di Antioco Epifane, gli Scudi d'Argento si dimezzano, mentre troviamo creusaspidi (scudi d'oro) e calcaspidi (scudi di bronzo).

### Fanteria d'assalto

#### Argheiraspidi "romanizzati"
Nel descrivere la parata di Daphne, Polibio racconta che in testa alla colonna di marcia vi erano 5000 soldati "armati alla romana". Dal momento che alla parata gli Argheiraspidi risultano essere 5000, dunque la metà rispetto alla norma, lo studioso Bar-Kochva ha suggerito che Antioco Epifane, che era stato ostaggio a Roma e nutriva grande ammirazione per il sistema militare romano, abbia addestrato la metà della propria guardia reale a combattere come legionari. Pare che questi "legionari con lo scudo d'argento" abbiano combattuto a Beth-Zacharia.

#### Thureoforoi e Thorakites
La falange era ottima negli scontri campali; tuttavia, per i pezeteri era difficile mantenere la formazione in terreni montuosi, e non potevano eseguire azioni di guerriglia. Proprio per questo in epoca ellenistica vennero istituiti i Thureofori. Questi soldati impugnavano un grande scudo, ispirato a quello celtico, il thureos, da cui prendono nome, adatto sia per gli scontri individuali che per quelli in formazione. Erano equipaggiati con spade e lance per il combattimento ravvicinato, e di giavellotti per quello a distanza. Queste truppe erano piuttosto versatili e rendevano bene sui terreni irregolari. In seguito furono sviluppate delle unità armate in modo simile ma più pesantemente corazzate, i Thorakites (corazzieri). I Seleucidi ne fecero un grande uso: in particolare a Monte Labo riuscirono a sgominare i parti, arroccati su fortificazioni montuose, aggirando le loro postazioni assieme alle altre truppe leggere ed attaccandoli all'improvviso sotto la copertura di una pioggia di proiettili. Erano reclutati perlopiù fra i katoikoi e le milizie urbane.

#### Mercenari Celti
Dopo la sconfitta nella "battaglia d'elefanti" ad opera del seleucide Antioco I Soter i celti, soprannominati dai greci "galati", si insediarono nelle aree centrali dell'Asia Minore. Ottimi guerrieri, offrivano volentieri i propri servigi a chi intendesse pagarli. Furono dunque molto utilizzati in tutto il mondo ellenistico. Erano equipaggiati in modo simile ai Thureophoroi, per i quali erano stati modello d'ispirazione. Nonostante combattessero con ferocia e determinazione in battaglia, era noti per esseri pigri nelle marce, indisciplinati, riottosi, sediziosi e soprattutto con un eccessivo debole per gli alcolici.

### Truppe leggere e Ausiliari
I soldati armati alla leggera erano equipaggiati per il combattimento a distanza ed avevano il compito di introdurre lo scontro con salve di proiettili, di disturbare la formazione nemica e dedicarsi alle schermaglie. Nei combattimenti ravvicinati non erano tuttavia molto abili. Di queste truppe i seleucidi ne potevano disporre in grande abbondanza; infatti quasi tutti i popoli dell'Asia erano abituati a combattere in questo modo. C'erano frombolieri (ritenuti particolarmente letali), arcieri (toxotai) e lanciatori di giavellotto, equipaggiati probabilmente con asce, piccole spade e lance per il combattimento ravvicinato. I mercenari della Tracia erano ritenuti i migliori fanti leggeri, ma troviamo fanti della Misia, della Media, della Licia, della Cilicia, Dahai, Persiani, Arabi e Carmani, impiegati in gran numero a Raphia, anche se non è certo il loro equipaggiamento. Tra le file dell'esercito seleucide militavano i Cretesi, ritenuti i migliori arcieri del mondo.

## La Cavalleria
La stragrande maggioranza dell'impero si estendeva in territori asiatici, territori che avevano una lunga tradizione in fatto di cavalleria. Infatti le unità di cavalleria impiegate dai seleucidi furono molto più numerose e di maggiore qualità di quelle degli altri Successori. I seleucidi utilizzarono sia cavallerie di derivazione ellenica (gli Hetairoi, la cavalleria cittadina, i tarantini) sia orientale (i catafratti, gli arcieri a cavallo).

### Hetairoi e Agema
Come già accennato, la Guardia Reale era divisa in due reparti di cavalleria pesante: gli Hetairoi, uomini di discendenza macedone equipaggiati come i cavalieri di Alessandro, e la guardia orientale dell'agema. Entrambi i corpi combattevano come cavallerie d'urto, ovvero caricavano in velocità il nemico impugnando delle lunghe lance, gli xiston (circa 3,80 metri). Gli Hetairoi erano piuttosto mobili: infatti portavano armature non troppo pesanti e le loro cavalcature non erano corazzate. Per il combattimento ravvicinato si valevano della makhaira, una sorta di sciabola, ottima per combattere a cavallo, il cui uso è raccomandato anche da Senofonte; disponevano inoltre di giavellotti. Il nome completo del reparto era Basiliké ile ton hetairon (Ala Regia dei Compagni). I nobili dell'agema erano pesantemente corazzati, più o meno quanto i catafratti, e così erano i loro destrieri; per lo scontro corpo a corpo utilizzavano probabilmente asce e mazze. Le due guardie potevano combattere assieme, oppure essere poste nei differenti lati dello schieramento. Provarono il loro valore molte volte: a Raphia, combattendo assieme, sconfissero la guardia reale Tolemaica e mandarono in rotta l'intera ala sinistra dello schieramento egizio; durante l'attraversamento del fiume Ario ingaggiarono battaglia, guidate dal re Antioco il Grande, contro un'armata di cavalieri battriani cinque volte superiore in numero, distruggendo il primo reparto e tenendo valorosamente testa agli altri nemici fino all'arrivo dei rinforzi. Durante la Battaglia di Magnesia, l'agema, in testa ai catafratti, mandò in rotta l'intera ala sinistra dello schieramento romano.

### Nisiaoi
I Nisiaoi erano nobili orientali a cui venivano affidati appezzamenti di terra in cambio del servizio nell'esercito reale, come per i katoikoi. Cavalcavano una razza straordinariamente pregiata di cavalli, i Nisei, dai quali prendevano il nome. Combattevano secondo l'antica tradizione persiana nella cavalleria pesante; erano una sorta di cavalleria corpo a corpo, armata di asce, mazze e giavellotti.

### Xistophoroi
I xistophoroi (portatori di xiston) erano una cavalleria "media" da urto, piuttosto mobile, che grazie alla armatura relativamente leggera potevano vantare una grande manovrabilità. Lo xiston veniva impugnato a due mani per garantire un adeguato potere di penetrazione, che veniva raggiunto anche grazie alle elevate velocità con cui caricavano. Portavano anche un piccolo scudo legato alla spalla. Furono protagonisti della vittoria contro Molone; infatti il re li guidò sotto il fianco dell'esercito nemico, che terrorizzato (e con al suo interno molti uomini ancora fedeli al re) si arrese.

### Catafratti
I catafratti vennero istituiti da Antioco il Grande su modello delle pesanti cavallerie da urto partiche e battriane e delle antiche cavallerie pesanti Achemenidi. Durante l'Anabasi, la colossale spedizione in oriente guidata da Antioco, i Seleucidi erano venuti in contatti con queste cavallerie e avevano deciso di farle proprie. Questi nuovi catafratti erano armati col kontos, una lancia da cavalleria lunga circa quattro metri. I catafratti furono una sorta di evoluzione degli xistophoroi: vennero forniti di una pesantissima armatura a scaglie, che, fornendo una ottima protezione contro i proiettili, rese possibile eliminare l'ingombrante scudo dall'equipaggiamento dei cavalieri, consentendogli di maneggiare liberamente il kontos. Per aumentare la potenza d'urto, i catafratti caricavano in ordine serrato. Questa tecnica di combattimento, unita al peso dell'armamento che di certo aumentava la spinta della carica, rese l'urto dei catafratti seleucidi estremamente potente. Portavano come arma secondaria la makhaira L'armatura dei catafratti offriva una eccellente protezione per i colpi frontali, ma era più vulnerabile sui fianchi. Per questo era necessario che i fianchi degli squadroni di catafratti venissero coperti da una cavalleria più mobile e adatta allo scontro individuale, ad esempio la cavalleria pesante galata. Ebbero un ruolo decisivo nella battaglia di Panion, dove sbaragliarono con una carica la cavallerie etolico-egizie, poi, agendo in concerto con gli elefanti, sfondarono lo schieramento tolemaico sul fianco, mandando l'intero esercito in rotta. Anche a Magnesia mostrarono grande valore: infatti, caricando, mandarono in rotta l'intera ala sinistra romana. È l'unico caso in tutta la storia militare antica in cui formazione ordinata, ben addestrata e ben equipaggiata di fanteria pesante venga mandata in rotta da un attacco frontale di cavalleria. Purtroppo, sull'altro fianco, i cavalli che trainavano i carri falcati seleucidi, essendo colpiti da una pioggia di dardi, impazzirono per il dolore e si volsero proprio contro i catafratti, che muovendosi in formazione serrata subirono gravi danni a causa dei carri. Ormai scompaginati e privi di protezione sui fianchi, furono facile preda per i più agili cavalieri romani e pergameni. Qui la loro pesante armatura si rivelò deleteria, perché gli impedì di volgersi e fuggire dal campo di battaglia.

### Dromedari
i dromedari erano presenti nell'Esercito Seleucide, la loro presenza è attestata nella Battaglia di Magnesia, cavalcati da arcieri beduini, ma il loro numero di piccole dimensioni (500), suggerisce che non erano un'aggiunta regolare. Secondo Senofonte, essi spaventavano i cavalli. e risultavano più utili e adattabili dei cavalli in ambienti aridi e senza acqua.

## Elefanti, Carri e Artiglieria

### Elefanti da guerra
Uno degli elementi più famosi e appariscenti dell'armata seleucide fu proprio l'uso di elefanti da guerra. Gli elefanti utilizzati dai seleucidi provenivano dall'India, ed erano famosi in tutto il mondo per la loro enorme stazza. Furono utilizzati per la prima volta da Seleuco Nicatore, il fondatore della dinastia, che avendone ottenuti 500 dal re indiano Chandragupta Maurya in seguito a un trattato di pace, li utilizzò per la prima volta durante la battaglia di Ipso. La cavalleria di Demetrio I Poliorcete rimase isolata dal campo di battaglia a causa della geniale manovra di elefanti di Seleuco, consegnandogli la vittoria e dando inizio alla gloria dell'impero. In seguito gli elefanti furono ottenuti tramite i commerci con l'India e tramite le province orientali. Nonostante ad Apamea esistessero delle stalle per gli elefanti, è difficile che vi potessero essere allevati, in quanto non si riproducevano in cattività. Grazie alla loro stazza, gli elefanti potevano anche servire come "piattaforma" per colpire i nemici dall'alto: infatti ogni elefante portava una torretta con sopra arcieri, frombolieri e soldati armati di sarissa. Erano guidati da mahouts indiani, che erano forniti di una specie di scalpello da conficcare nel cranio dell'elefante nel caso imbizzarrisse. Il figlio di Seleuco, Antioco Soter, li utilizzò con grande abilità contro gli invasori galati, che, terrorizzati, ne furono sterminati. Anche a Raphia, la loro stazza superiore gli permise di vincere lo scontro con gli inferiori elefanti Tolemaici, che ne temevano persino la vista e l'odore. Ebbero un ruolo importante anche a Panion, mentre a Magnesia la decisione di inframezzarli ai falangiti si rivelò un errore quando gli elefanti, impazziti a causa dei proiettili nemici, si volsero contro i soldati seleucidi, scomponendo la formazione e facendone strage. A Beth Zacharia ispirarono autentico terrore nei Giudei, e nemmeno il sacrificio di Eleazar, uno dei Maccabei, riuscì a ridare il coraggio ai compagni.